# Alexandřin pramen
Alexandřin pramen je minerální pramen vyvěrající v Mariánských Lázních. Chemickým složením, ale i chutí je velmi podobný Rudolfovu prameni. Kousek od Alexandřina pramene vyvěral v minulosti Alfrédův pramen, který již kvůli slabé vydatnosti postupně zanikl. Jejich vývěry od sebe byly pouhých 120 cm.
Nachází se na začátku parku pod hotelem Cristal.
Otevírací doba: Volně přístupný.

## Historie
V první polovině 19. století zde tekl pouze slabý pramínek. V roce 1873 byla objevena kyselka díky stavbě nedaleké banky. Při novém jímání na počátku 19. století, kdy byla cílem větší vydatnost pramene, byl objeven nový pramen pojmenovaný Alfrédův po opatovi Alfrédovi Clementso. Do roku 1957 vyvěral v parku pod hotelem Cristal. V tomto roce byl původní dřevěný pavilon zbořen. V letech 1984–85 zde byly provedeny vrty pro následné užívání vody, ale nový altán se postavil až o mnoho let později v roce 2006–2007. Pramen byl těsně po objevu nazván jako Giselin. Následně však získal název podle velkovévodkyně Alexandry z Mecklenburska, která byla návštěvnicí lázní. Původně se mu díky podobnosti s Křížovým pramenem říkalo „Mírný Křížový“ nebo „Jemný Křížový“.